# Podocarpus globulus
Podocarpus globulus — вид хвойних рослин родини подокарпових.

## Поширення, екологія
Країни поширення: Малайзія (Сабах, Саравак). Цей вид зустрічається e нижніх і середніх гірських лісах на хребтах на ультраосновних ґрунтах; висотний діапазон 310–1530 метрів.

## Використання
Невідомо, чи цей відносно рідкісний вид спеціально використовуються.

## Загрози та охорона
Вид відомий з чотирьох роз'єднаних місць, жодна з них не перебуває в охоронній зоні. 